# Aeroportul Național Skyros
Aeroportul Național Skyros (IATA: SKU, ICAO: LGSY) este un aeroport din Skyros, Skyros Municipality⁠(d), Euboea regional unit⁠(d), Grecia Centrală, Tesalia-Grecia centrală⁠(d), Grecia ce deservește zona Skyros. Aeroportul a fost tranzitat în 2022 de 18.924 de pasageri. A fost numit după zona deservită.
Situat la o altitudine de 13 m, aeroportul dispune de 1 pistă. Este operat de Hellenic Civil Aviation Authority⁠(d).

## Infrastructură

### Piste
Aeroportul dispune de o singură pistă. Pista are orientarea 17/35. 